# Детчинская волость
Детчинская волость — волость Малоярославецкого уезда Калужской губернии. Образована в 1861 году, упразднена в 1929 году. Населенные пункты перешли к Детчинскому району Калужского округа. До 1917 году относилась к 2-му стану, 1 земскому участку и 1 участку судебных следователей.

## Состав волости на 1914 год
1. Абелеи, сельцо
2. Авдотьино, деревня
3. Баланино[2], деревня
4. Барановка, деревня
5. Березовка, село, церковная школа
6. Богрово (Руднево), сельцо
7. Букрино, деревня
8. Быково, деревня
9. Воробьево, сельцо
10. Горки Верхние, деревня
11. Горки Нижние, деревня
12. Гончаровка, деревня
13. Дуровка(Пышкино), деревня[3]
14. Детчино, село, земская школа
15. Желудовка, деревня
16. Кармановка, усадьба
17. Карнеевка, деревня
18. Кирюхино, посёлок
19. Клеменьтево (Пнево), сельцо, гражданская школа
20. Кордюковка, деревня
21. Кульнево, деревня
22. Лисенки (Лазарево), деревня
23. Малахово, сельцо
24. Мандрино, деревня
25. Михеево, сельцо
26. Мокрищи, деревня
27. Мызги, сельцо
28. Ноздрино, сельцо
29. Новоселки, деревня[4]
30. Таурово (Поселок), сельцо
31. Родинки, деревня
32. Рядово, сельцо
33. Савинское(Тимово), деревня
34. Савиново, село, церковная школа
35. Салтановка, деревня[5]
36. Семейкино, поселок[6]
37. Слободка(Шершино), деревня
38. Смахтино, село, земская школа
39. Степичево, сельцо
40. Сетунь, село, земская школа[7]
41. Тимохино, деревня
42. Элимарово, хутор